# 潘希
潘希（法語：Punchy，法語發音：[pœ̃ʃi]）是法国上法蘭西大區索姆省的一个市镇，属于蒙迪迪耶区。

## 地理
潘希（49°47'31"N, 2°48'36"E）面积3.04 平方千米，位于法国上法蘭西大區索姆省，该省份为法国北部沿海省份，北起加来海峡省和北部省，西接滨海塞纳省和大西洋英吉利海峡，南至瓦兹省，东临埃纳省。
与潘希接壤的市镇（或旧市镇、城区）包括：绍讷、丰什-丰谢特、阿吕、皮佐。
潘希的时区为UTC+01:00、UTC+02:00（夏令时）。

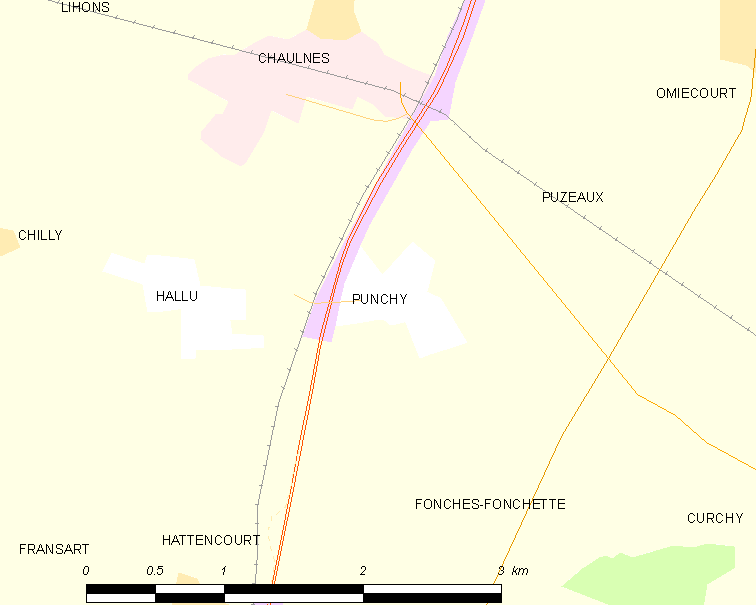
潘希的OSM定位图

## 行政
潘希的邮政编码为80320，INSEE市镇编码为80646。

## 政治
潘希所属的省级选区为阿姆县。

## 人口

1962-2008年间潘希人口变化图示

潘希于2022年1月1日时的人口数量为79人。